# One-Armed Bandit
One-Armed Bandit – piąty album norweskiego zespołu  Jaga Jazzist, wydany 23 stycznia 2010 roku przez Ninja Tune. W porównaniu z wcześniejszymi dokonaniami grupy, posiada elementy rocka progresywnego. Na okładce każdej z czterech edycji albumu widnieje inny symbol z maszyny hazardowej jednoręki bandyta. 

## Lista utworów
1. "The Thing Introduces..." - 0:23
2. "One Armed Bandit" - 7:08
3. "Bananfluer Overalt" - 6:17
4. "220 V/Spektral" - 7:03
5. "Toccata" - 9:11
6. "Prognissekongen" - 4:34
7. "Book Of Glass" - 6:49
8. "Music! Dance! Drama!" - 5:32
9. "Touch Of Evil" - 6:40
10. "Endless Galaxy" (bonus na LP) - 5:44